# Elimination Chamber (2025)
L'édition 2025 d'Elimination Chamber (commercialisé sous le nom de Elimination Chamber: Toronto) est un Premium Live Event de catch (lutte professionnelle) produit par la World Wrestling Entertainment (WWE), une fédération de catch américaine, qui est télédiffusée et visible en paiement à la séance sur le WWE Network. L'évènement a eu lieu le 1er mars 2025 au Rogers Centre à Toronto (Ontario), au Canada. Il s'agit de la quinzième édition d'Elimination Chamber, événement annuel qui, comme son nom l'indique, propose un Elimination Chamber match en tête d'affiche. Il s'agit du premier évènement de la WWE organisée au Rogers Centre depuis WrestleMania X8.

## Production
Elimination Chamber est un événement de lutte professionnelle produit pour la première fois par la promotion américaine WWE en 2010. Il a lieu chaque année depuis, sauf en 2016, généralement en février. Le concept de l'événement est qu'un ou deux matchs de l'événement principal soient disputés à l'intérieur de l'Elimination Chamber match, avec pour enjeu soit une ceinture, soit une opportunité de devenir aspirant(e) n°1 à un championnat sur la plus grande scène du monde.
Le 8 novembre 2024 il est annoncé le 15e événement d'Elimination Chamber, intitulé sous le nom d'Elimination Chamber: Toronto, devrait avoir lieu le samedi 1er mars 2025 au Rogers Centre à Toronto (Ontario) au Canada , et mettra en vedette des catcheur(se)s des divisions Raw et SmackDown.  Il s'agit également du deuxième événement Elimination Chamber à avoir un sous-titre nommé d'après son hôte. L'événement sera diffusé en pay-per-view dans le monde entier et sera disponible en direct sur Netflix aux États-Unis et sur le réseau WWE sur la plupart des marchés internationaux.

## Contexte
Les spectacles de la World Wrestling Entertainment (WWE) sont constitués de matchs aux résultats prédéterminés par les scénaristes de la WWE. Ces rencontres sont justifiées par des storylines – une rivalité avec un catcheur, la plupart du temps – ou par des qualifications survenues dans les shows de la WWE telles que Raw et SmackDown. Tous les catcheurs possèdent une gimmick, c'est-à-dire qu'ils incarnent un personnage gentil (Face) ou méchant (Heel), qui évolue au fil des rencontres. Un événement comme Elimination Chamber est donc un événement tournant pour les différentes storylines en cours,.

### Men'setWomen's Elimination Chamber match
Le 1er février au Royal Rumble, Charlotte Flair et Jey Uso remportent tous deux le Women's et Men's Royal Rumble match. 9 soirs plus tard à Raw, le catcheur samoan choisit officiellement Gunther comme adversaire. Pour cette raison, il est annoncé que le gagnant du Men's Elimination Chamber match affrontera Cody Rhodes pour l'Undisputed WWE Championship sur la plus grande scène du monde. Le 14 février à SmackDown, The Queen choisit officiellement Tiffany Stratton comme adversaire. Pour cette raison, il est annoncé que la gagnante du Women's Elimination Chamber match affrontera Rhea Ripley ou Iyo Sky pour le WWE Women's World Championship à WrestleMania 41.       

### Tiffany Stratton et Trish Stratus contre Nia Jax et Candice LeRae
Le 3 janvier à SmackDown, Tiffany Stratton devient la nouvelle championne de la WWE en battant Nia Jax après avoir encaissé sa mallette sur la catcheuse samoane qui venait de conserver sa ceinture contre Naomi. Le 1er février au Royal Rumble, Trish Stratus entre dans le Women's Royal Rumble match en 25e position, élimine Candice LeRae avant d'être elle-même éliminée par l'ancienne double championne de la WWE. Le 14 février  à SmackDown, la nouvelle détentrice de la ceinture conserve son titre en rebattant son ancienne camarade par disqualification, car elle se fait attaquer par la championne Speed. La Hall of Famer décide d'aider Tiffany Stratton, mais se fait aussi attaquer par Nia Jax. Dans les coulisses, l'ancienne septuple championne des Divas propose à sa nouvelle équipière d'affronter leur deux ennemies au PLE et le match est officialisé entre les quatre catcheuses.

### Sami Zayn contre Kevin Owens
Le 1er février au Royal Rumble, Kevin Owens ne remporte pas la ceinture incontestée, battu par Cody Rhodes dans un Ladder match. Plus tard dans la soirée, Sami Zayn entre dans le Men's Royal Rumble match en 27e position, mais se fait involontairement éliminer par le futur gagnant, Jey Uso. 2 soirs plus tard à Raw, il ne se qualifie pas pour le Men's Elimination Chamber match, battu par CM Punk. Après la rencontre, il se fait agresser par son compère canadien qui lui porte un Package Piledriver. La semaine suivante à Raw, il poste un message vidéo sur X dans lequel il fait le point sur sa blessure et proclame que, lorsqu'il sera médicalement autorisé à lutter, il viendra chercher son ancien frère. 4 soirs plus tard à SmackDown, The Prize Fighter reproche à son ancien meilleur ami de n'avoir rien fait pour l'aider au Royal Rumble, de l'avoir trahi et que tout ce qui lui arrive est de sa faute. L'ancien champion Universel le défie ensuite dans un match au PLE, peu importe qu'il soit apte ou non à catcher,. Le 17 février à Raw, il répond favorablement au défi de Kevin Owens, mais Adam Pearce, le GM du show rouge, refuse de le laisser combattre, car il n'est pas médicalement apte à catcher. Cependant, le catcheur de Montréal refuse de quitter le ring tant qu'il n'aura pas obtenu ce qu'il veut. Contre toute attente, le général manager de Raw annonce un Unsanctioned match entre les deux catcheurs au PLE.

## Tableau des matchs
| Ordre par numéros                                                                         | Résultat                                                                         | Stipulation(s) | Temps |
| ----------------------------------------------------------------------------------------- | -------------------------------------------------------------------------------- | --- | ----- |
| 1                                                                                         | Bianca Belair bat Liv Morgan, Alexa Bliss, Roxanne Perez, Bayley et Naomi,       | Women's Elimination Chamber match La gagnante deviendra aspirante no 1 pour le Women's World Championship à WrestleMania 41 | 29:15 |
| 2                                                                                         | Tiffany Stratton et Trish Stratus battent Nia Jax et Candice LeRae,              | Tag Team Match | 11:40 |
| 3                                                                                         | Kevin Owens bat Sami Zayn,                                                       | Unsanctioned match | 27:35 |
| 4                                                                                         | John Cena bat CM Punk, Seth Rollins, Logan Paul, Damian Priest et Drew McIntyre, | Men's Elimination Chamber match Le gagnant deviandra aspirant no 1 pour l'Undisputed WWE Championship à WrestleMania 41     | 32:40 |
| La lettre C placée entre parenthèses désigne la personne ou l’équipe championne en titre. |                                                                                  | |       |

## Détails des Elimination Chamber matchs

### Féminin
| Ordre d'élimination | Catcheuse     | Ordre d'entrée | Éliminé par   | Mouvement d'élimination                    | Temps |
| ------------------- | ------------- | -------------- | ------------- | ------------------------------------------ | ----- |
| 1                   | Naomi         | 1              | N/A           | Attaquée par Jade Cargill                  | 0:00  |
| 2                   | Bayley        | 5              | Liv Morgan    | ObLIVion                                   | 19:05 |
| 3                   | Roxanne Perez | 4              | Alexa Bliss   | Codebreaker enchainé avec un Twisted Bliss | 23:05 |
| 4                   | Alexa Bliss   | 6              | Liv Morgan    | Jackknife hold                             | 25:35 |
| 5                   | Liv Morgan    | 2              | Bianca Belair | K.O.D                                      | 29:15 |
| Vainqueure          | Bianca Belair | 3              | N/A           | N/A                                        | 29:15 |

### Masculin
| Ordre d'élimination | Catcheur      | Ordre d'entrée | Éliminé par   | Mouvement d'élimination                                          | Temps |
| ------------------- | ------------- | -------------- | ------------- | ---------------------------------------------------------------- | ----- |
| 1                   | Drew McIntyre | 1              | Damian Priest | Roll-up                                                          | 13:10 |
| 2                   | Damian Priest | 3              | Logan Paul    | Claymore (de McIntyre déjà eliminé) enchainé avec un Frog Splash | 14:25 |
| 3                   | Logan Paul    | 4              | CM Punk       | Go To Sleep                                                      | 18:30 |
| 4                   | Seth Rollins  | 2              | CM Punk       | Go To Sleep enchainé avec un Attitude Adjustment                 | 30:00 |
| 5                   | CM Punk       | 6              | John Cena     | Stomp (de Rollins déjà eliminé) enchainé avec un STF             | 32:40 |
| Vainqueur           | John Cena     | 5              | N/A           | N/A                                                              | 32:40 |